# Glypta costata
Glypta costata là một loài tò vò trong họ Ichneumonidae.